# Тошо Мимидичков
Тошо (Ташко) Мимидичков е български просветен деец и революционер от Македония.

## Биография
Тошо Мимидичков е роден в леринското село Пътеле, тогава в Османската империя. Първоначалното си образование получава в родното си село, след което учи в Битоля, Цариград и Пловдив. През 1875 година е дописник на вестник „Източно време“. Между 1873 и 1876 година е учител в Перущица, там се присъединява към революционния комитет на БРЦК и участва в Априлското въстание от 1876 година. След Освобождението на България учителства в Пловдив. През 1885 година основава в Станимака Македонско дружество, взело участие в Съединението на България. През 1895 година е избран за председател на Станимашкото македоно-одринско дружество.
Умира около 1911 година.